# Jenišovice u Jablonce nad Nisou

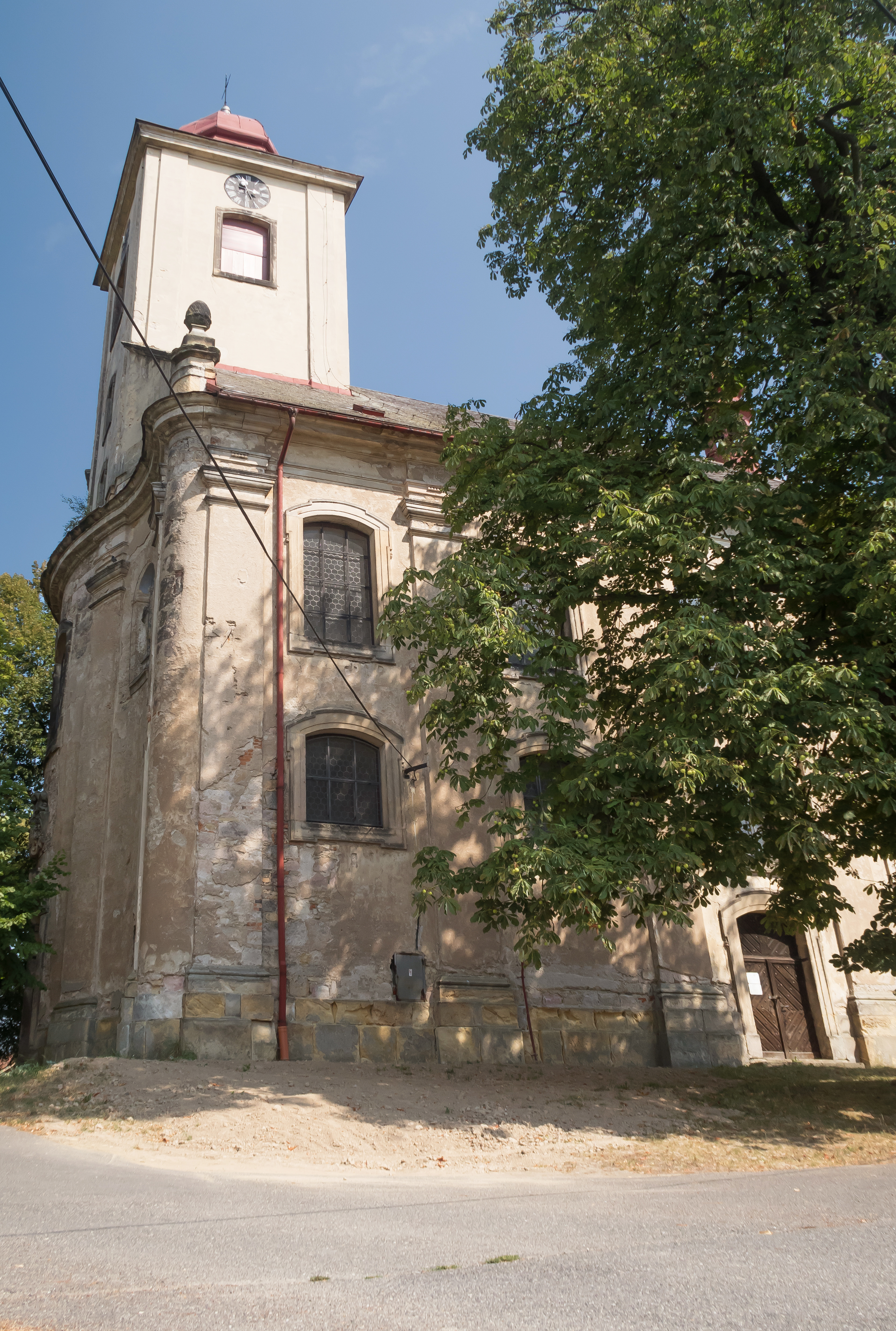
Jenišovice (Jenschowitz), Kirche: kostel svatého Jiří

Jenišovice (deutsch Jenschowitz) befindet sich im Okres Jablonec nad Nisou (Tschechien). In Jenišovice leben knapp 1250 Einwohner. Das Dorf befindet sich vier Kilometer nördlich von Turnov. Westlich von Jenišovice führt die Trasse der Schnellstraße R 35 / Europastraße 442 vorbei.

## Geschichte
Jenišovice wurde 1143 als Besitz des Klosters Strahov erstmals urkundlich erwähnt.

## Gemeindegliederung
Die Gemeinde Jenišovice besteht aus den Ortsteilen Jenišovice (Jenschowitz) und  Odolenovice (Wodalnowitz), die zugleich auch Katastralbezirke bilden. Grundsiedlungseinheiten sind Jenišovice, Marjánka und Odolenovice.